# 爱尔兰天主教大学

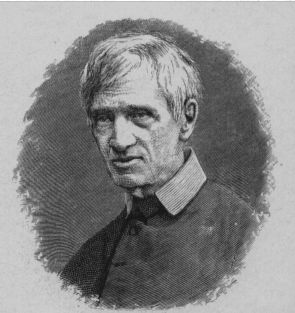
首任校长约翰·亨利·纽曼

爱尔兰天主教大学是一所设在爱尔兰都柏林的天主教大学。

## 历史
係1851年基於瑟勒斯宗教會議而创建，作為对爱尔兰女王大学的及其所属学院的回应，非屬於特定教派。保羅·卡倫樞機主教曾經禁止天主教徒進入這種“無神論學院”。
1909年，這所天主教大学隨著爱尔兰国立大学的创建而走到了尽头，它以都柏林大学学院名義成為新大學的一部分，然而爱尔兰天主教大学仍然以一個法律實體存續到1911年。

### 其他
- Article from The Catholic Encyclopedia （页面存档备份，存于）